# 11.12 GALLERY
11.12 GALLERY — одна из ведущих московских галерей современного искусства, основанная Александром Шаровым в 2006 году, специализируется на российских художниках.
Галерея расположена на территории Центра современного искусства Винзавод.

## История

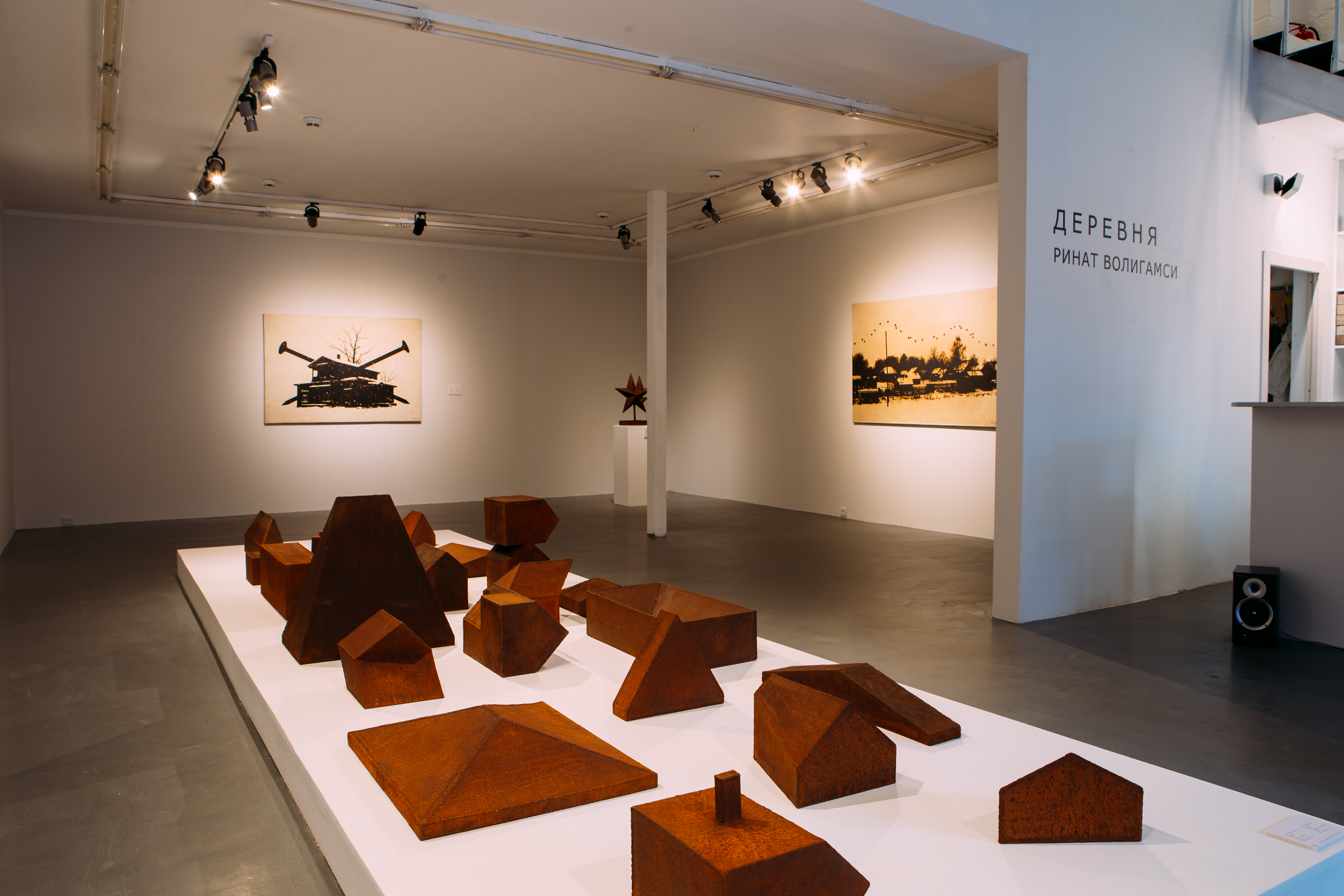
11.12GALLERY. Экспозиция выставки Рината Волигамси «Деревня», сентябрь 2016

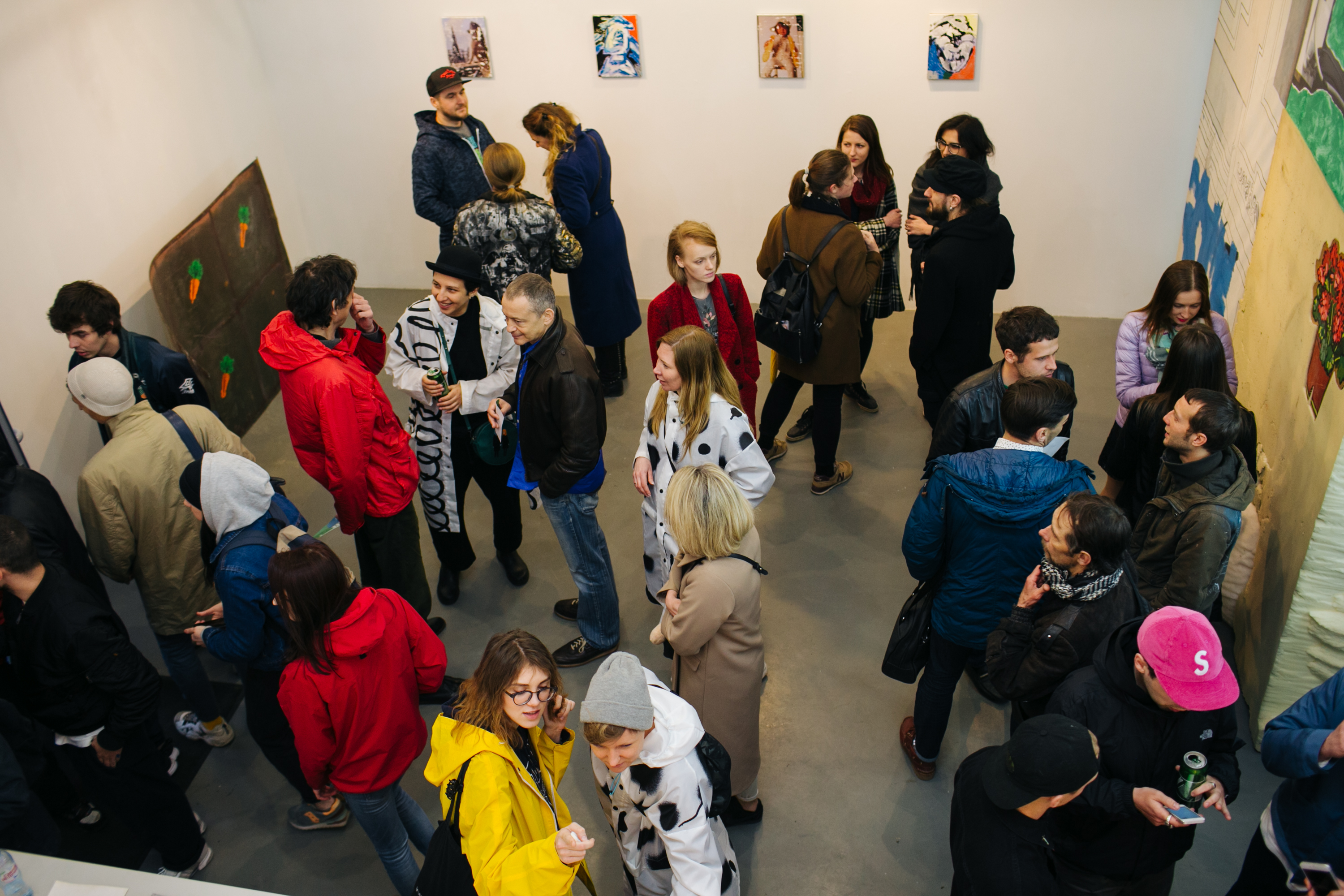
11.12 GALLERY. Вернисаж выставки Terrrasse critique, май 2017

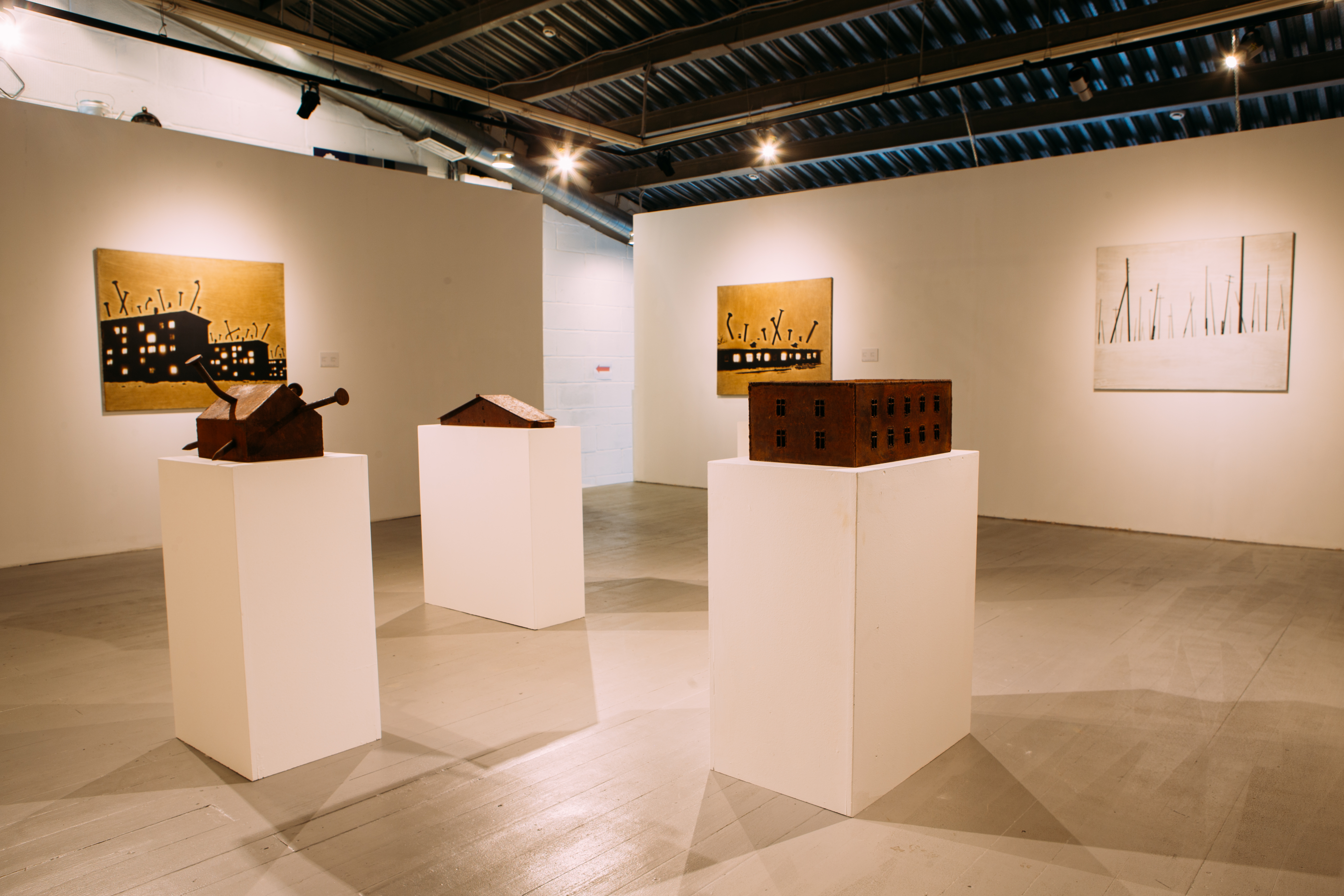
11.12GALLERY. Экспозиция выставки Рината Волигамси «Деревня», сентябрь 2016

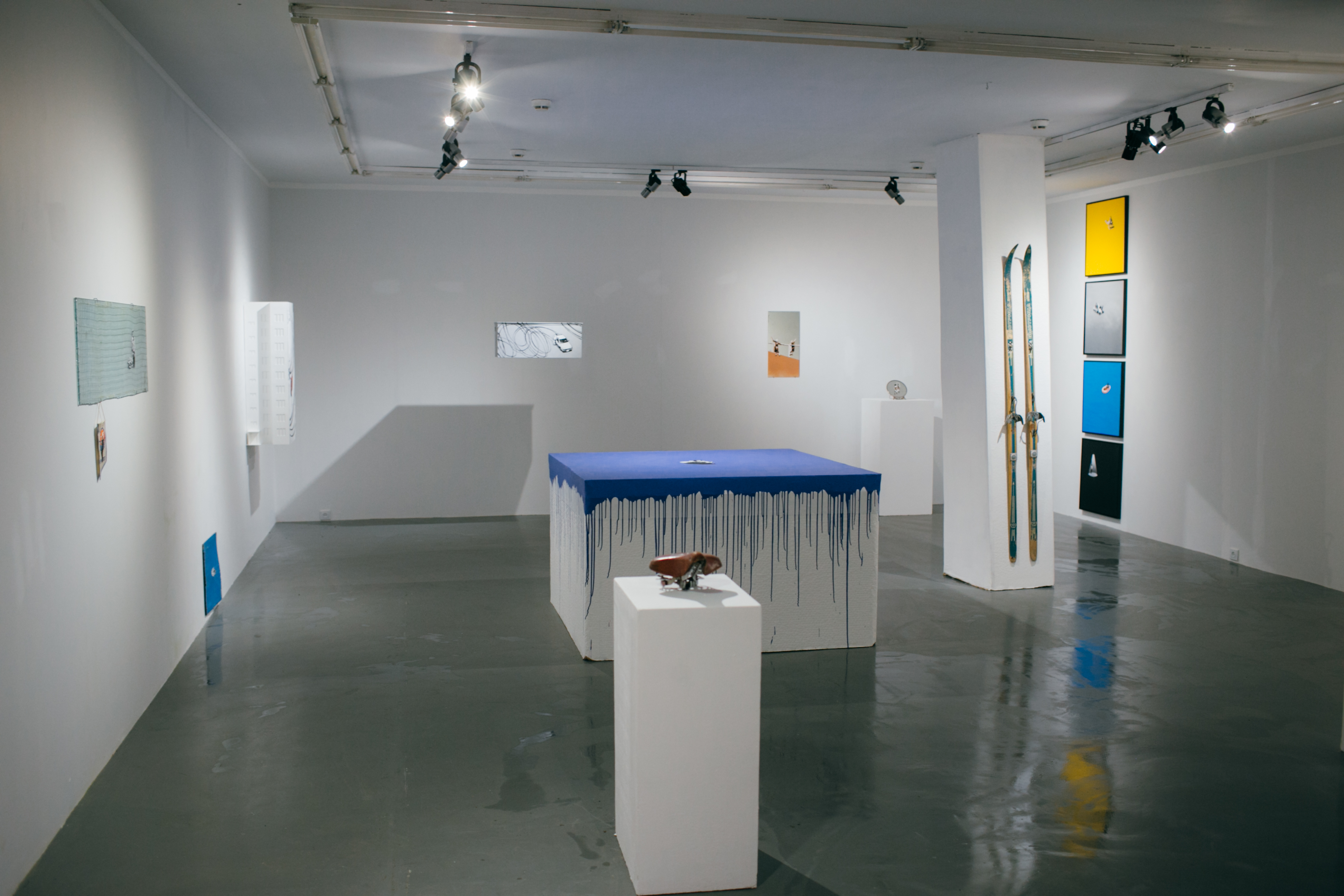
11 12GALLERY. Экспозиция выставки Slava Ptrk «Я здесь один», ноябрь 2016

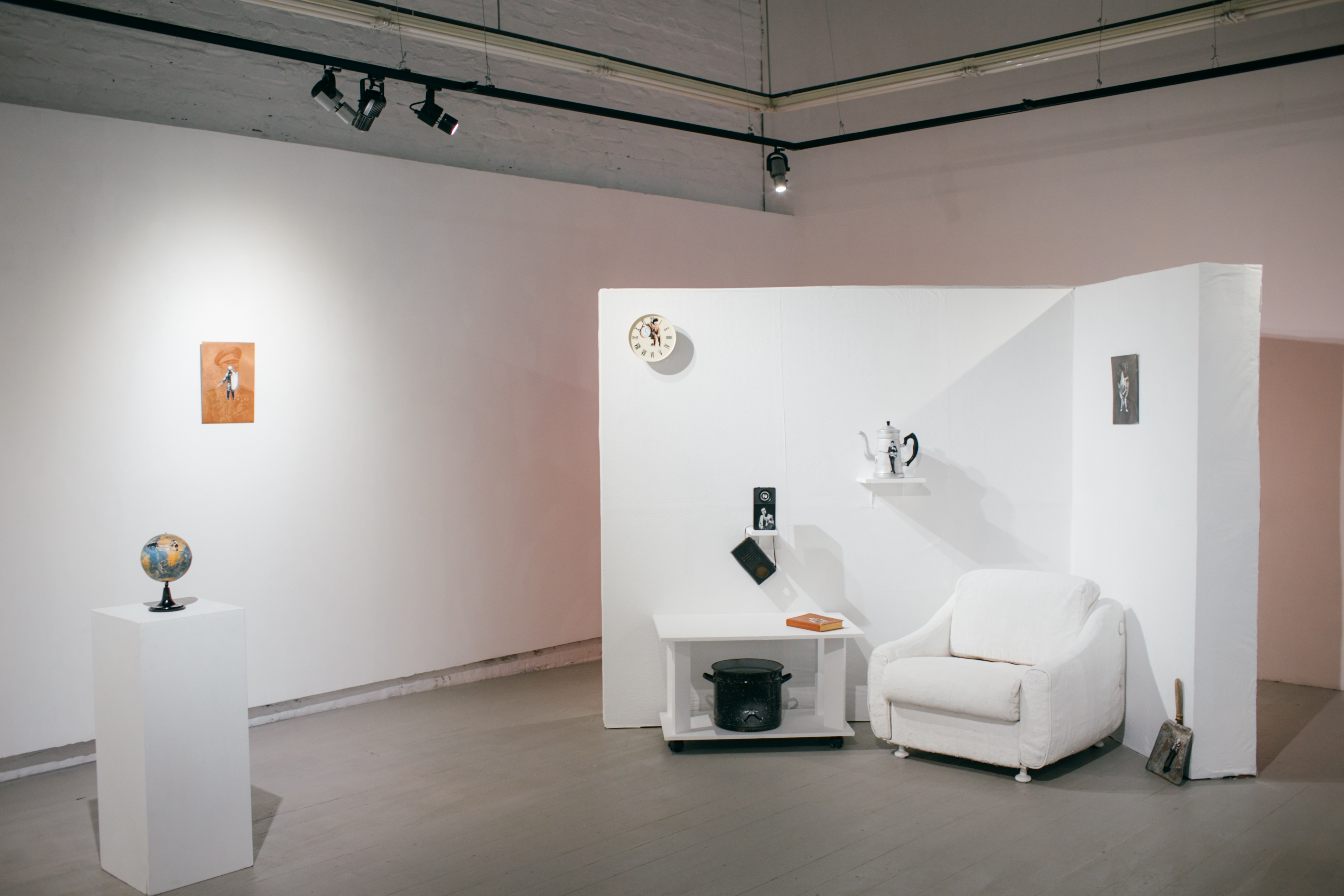
11.12GALLERY. Экспозиция выставки Slava Ptrk «Я здесь один», ноябрь 2016

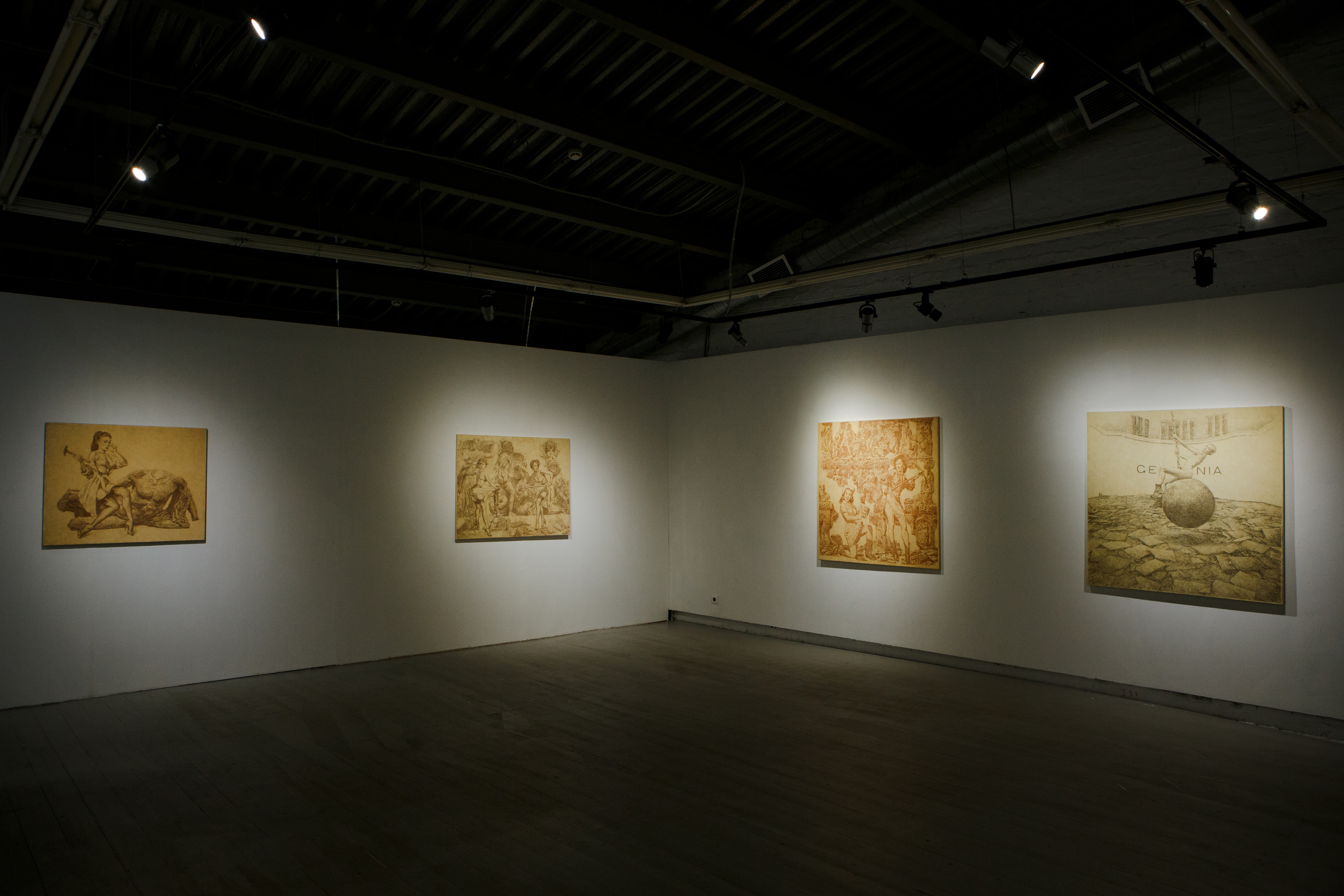
11.12GALLERY. Экспозиция выставки Владимира Колесникова «Работа над ошибками»

Предпосылкой создания галереи послужило знакомство Александра Шарова с московским художником Алексеем Алпатовым в 2006 году. В этом же году Шаров впервые принял участие в «Арт-Манеже», где выставил работы Алпатова. Выставка прошла удачно, что подтолкнуло Шарова к дальнейшему освоению российского арт-рынка. За ярмаркой «Арт-манеж» последовала Art Moscow. В течение года на Алпатова через Шарова выходили корпоративные заказчики — компании, которым нужны были картины для украшения офисов.
Быстро растущий круг клиентов привёл к открытию в 2008 году выставочного зала под названием «Артквартал» в Барвихе. Параллельно формировался постоянный пул художников. «Мы начинали с двух художников, а сейчас у нас 25 авторов».
В 2009 году Шаров открыл галерею в Финиксе, штат Аризона, США. Этот проект был закрыт спустя полтора года из-за отсутствия прибыли. Только за аренду приходилось платить $7000 в месяц, общий же убыток превысил $100 000.
В 2011 году по инициативе экс-директора и одного из основателей «Винзавода», Николая Палажченко, Шаров переместил «Арт-квартал» на территорию «Винзавода». Одновременно с переездом был проведён ребрендинг — «Арт-квартал» переименовали в 11.12 GALLERY (цифры — день рождения основателя).
В 2012 году Шаров открыл филиал галереи в Сингапуре.
За 10 лет своего существования галерея провела около 100 выставок на собственной площадке, выступала партнёром 30 музейных и кураторских выставок по всему миру и приняла участие в более 25 международных ярмарках современного искусства.

## Круг художников
11.12 GALLERY сотрудничает со следующими художниками:
- Алексей Алпатов
- Ринат Волигамси
- Максим Башев
- Василий Слонов
- Дамир Муратов
- Владимир Марин
- группа RDS Vision
- Владимир Колесников
- Анна Селина
- Глеб Скубачевский
- Екатерина Жадина
- Владимир Семенский
- Петр Бронфин
- Руслан Вашкевич
- Илья Федотов-Фёдоров
- Иван Волков
- Кирилл Яковлев
- Игорь Тишин
- Мария Семенская
- Слава ПТРК
- Группа Студия 30
- Семён Агроскин
- Сергей Соболев
- Ольга Муравина
- Наталья Залозная
- Лиза Жилкина
- Игорь Скалецкий

## Международная деятельность
11.12 GALLERY регулярно участвует в международных арт-ярмарках, среди которых:
- CONTEXT Art Miami, США[5]
- Art Miami New York, США[6]
- Art Chicago, США
- Арт-Москва, Россия
- Арт Манеж, Россия
- Cosmoscow, Россия[7]
- Art Kiev Contemporary, Украина
- Art Stage, Сингапур
- Scope New York, США
- Scope Miami, США
- Scope Basel, Швейцария
- Art Beijing, Китай
- Art Vilnus, Литва[8]